# Àndrocles
|  | No s'ha de confondre amb Àndrocle. |

Àndrocles (en grec antic: Ἀνδροκλῆς, llatí: Androcles) va ser un demagog i orador atenès del segle v aC natural del dem de Pitos.
Era contemporani i enemic d'Alcibíades, contra qui va presentar testimonis i va parlar amb vehemència en ocasió de l'acusació de la mutilació de les estàtues d'Hermes l'any 415 aC, segons diu Plutarc. Va ser el principal inductor de l'expulsió d'Alcibíades de la ciutat i del seu desterrament.
Després d'aquests fets, Àndrocles, que havia guanyat popularitat, va ser el cap per un temps del partit democràtic, però quan la democràcia fou enderrocada el 411 aC i es va establir el govern oligàrquic dels Quatre-cents, va ser executat, com explica Tucídides. Aristòtil va conservar una frase d'un discurs d'Àndrocles, on utilitzava una figura incorrecta.